# Pasternik (województwo mazowieckie)
Pasternik – wieś sołecka w Polsce położona w województwie mazowieckim, w powiecie garwolińskim, w gminie Maciejowice.
W latach 1975–1998 miejscowość położona była w województwie siedleckim.